# 勝山漁港
勝山漁港（かつやまぎょこう）は、千葉県安房郡鋸南町にある第2種漁港。房総半島南部にある鋸南町の中央部に位置しており、浦賀水道に面している。

## 概要
- 管理者 - 千葉県（農林水産部水産局）
- 漁業協同組合 - 鋸南町勝山漁業協同組合

## 沿革
- 1952年（昭和27年）2月29日 - 第2種漁港に指定

## 周辺
南房総国定公園の区域内にある。付近は天然の岩礁と砂浜が入り組んだ海岸で、夏季は首都圏などからの海水浴客でにぎわいを見せる。港口のほぼ真西に浮島がある。